# クレメンス2世 (ローマ教皇)
クレメンス2世（Clemens II, 1005年 - 1047年10月9日）は、ローマ教皇（在位：1046年12月25日 - 1047年10月9日）。名はモールスレーベンのスイドガー（Suidger von Morsleben）。
下ザクセンのホルンブルクに生まれる。モールスレーベン・ホルンブルク伯コンラート（Konrad）と、その妻アムルラート（Amulrad）の子。教皇となる以前、1040年から1046年までバンベルク（バイエルン地方の都市）の司教を務めた。
ローマ王（のち皇帝）ハインリヒ3世は1046年12月20日に開催されたストリ教会会議の席上、教皇グレゴリウス6世の後任にスイドガーを指名した。スイドガーはクレメンス2世として教皇に即位する。そしてすぐにハインリヒ3世に神聖ローマ皇帝の帝冠を授けた。この行為に対して教会改革論者らから批判を受けたものの、翌1047年にはローマにて教会会議を開催、シモニアに対する法令の発布などカトリック教会の改革を進めた。
クレメンス2世は1047年10月9日に死去した。その遺骸は彼の愛するバンベルクに埋葬された。その墓は現在バンベルク聖堂の西側内陣にあり、アルプス山脈より北では唯一の教皇の墓である。近年「クレメンス2世は毒殺された」という古くからの噂を実証するため遺体が調査され、遺体から鉛糖が検出された。当時鉛糖は性病の治療薬として用いられていたため、毒殺かどうかは定かでない。